# Begivenheder 1955
|  | Denne artikel er oprettet af botten Steenthbot ud fra en ekstern database. Den kan derfor have sproglige fejl eller mangler. Denne skabelon kan fjernes efter kontrol af indholdet. |

Begivenheder 1955 er en dansk dokumentarisk optagelse fra 1955.

## Handling
1) H 55-udstillingen. 2) Kongebesøg på Fanø. 3) Fyens væddeløbsbane.4) Kongeligt besøg i Middelfart. 5) Fugleskydning på Sølyst. 6) Fagens fest 1955. 7) Bellahøj dyrskue.

## Medvirkende
- Dronning Ingrid
- Kong Frederik IX
- Dronning Margrethe II
- Prinsesse Benedikte
- Prinsesse Anne-Marie